# Odder (plaats)
Odder is een plaats in de Deense regio Midden-Jutland. Het is het bestuurscentrum van de gelijknamige gemeente Odder. De plaatst telt 11.561 inwoners (2015).

## Geboren
- Olaf Kjems (1880-1952), gymnast
- Ejler Bille (1910-2004), kunstschilder
- Hans Christian Nielsen (1928-1990), voetballer
- Niels Fredborg (1946), wielrenner
- Peter Aagaard Jensen (1956), sportschutter
- Torben Grimmel (1975), sportschutter
- Henrik Mortensen (1968), voetballer
- Simon Steen-Andersen (1976), componist
- Pernille Harder (1977), badmintonster
- Ann-Lou Jørgensen (1977), badmintonster
- Juliane Rasmussen (1979), roeier
- Steffen Ernemann (1982), voetballer
- Thomas Mogensen (1983), handballer
- Thomas Kvist (1987), wielrenner

- Gemeinsame Normdatei: 7539250-1
- Library of Congress Control Number: n2016069464
- Nationale Bibliotheek van Israël: 987007531073805171
- Virtual International Authority File: 126816056
- WorldCat: E39PBJvXjV64Kgtp6drmdQycfq